# Alexander Carel van Heiden
Alexander Carel van Heiden (Wesel, 28 mei 1709 - Zuidlaren, 20 februari 1776) was drost van Coevorden en van de Landschap Drenthe.

## Leven en werk
Baron Van Heiden was een lid van de Westfaalse adel. Zijn vader was Johan Sigismund van Heiden vrijheer von Heyden, heer van Schönrath, Hovestadt en Ootmarsum en gouverneur van Wesel (1656-1730) die in 1692 trouwde met Louise Maria van Diepenbroick vrouwe van Empel (1671-1730). Hij begon zijn loopbaan als militair in de Nederlanden. Hij vestigde zich op de havezate Den Dam in Hellendoorn en werd in 1738 toegelaten tot de Ridderschap van Overijssel. Hij was kamerheer van stadhouder Willem IV en werd in 1748 benoemd als drost van Coevorden en van Drenthe. Ondanks het feit dat er sinds 1698 niet meer geschoven mocht worden met het recht van havezate van het ene huis naar het andere wist hij een 'eenmalige' ontheffing van dit verbod te verkrijgen. Hij kreeg toestemming om het recht van havezate van Vledderinge, dat hij gekocht had, te mogen verleggen naar zijn woning Laarwoud in Zuidlaren. Hierdoor kon hij worden toegelaten tot de Ridderschap van Drenthe. De verleende 'eenmalige' ontheffing bleek echter niet echt eenmalig te zijn, want op dezelfde manier wist hij de bepalingen te omzeilen voor een familielid Frederik Otto van Dörnberg Heiden, die eigenaar was van Lemferdinge in Eelde. Door het verleggen van het recht van havezate van Ter Borch naar een keuterij in Eelde speelde hij dit recht in handen van zijn familielid, die op grond daarvan werd toegelaten tot de Ridderschap.
Van Heiden verfraaide Laarwoud tot een woning die paste bij zijn statuur van drost van Drenthe. Hij ontving er zijn gasten waaronder stadhouder Willem V.
Van Heiden was op 28 augustus 1737 in Groningen getrouwd met Esther Susanne Marie de Jaussaud (1718-1779) Zij was een dochter van Pierre de Jaussaud en Esther van Monceau. Hij overleed in februari 1776 in zijn residentie Laarwoud te Zuidlaren. Zijn zoon Sigismund Pierre Alexander van Heiden-Reinestein volgde hem op als drost van Drenthe.